# بلکور، کبک
بلکور (به فرانسوی: Belcourt) شهری در منطقه شهری لا وله-دو-لور ناحیه آبیتیبی-تمیسکامنگ در استان کبک کانادا است. در سرشماری سال ۲۰۱۱ این شهر ۲۶۱ نفر جمعیت داشته‌است و مساحت آن ۴۱۱٫۲۳ کیلومتر مربع است.